# Österreichische Handballmeisterschaft 2002/03
Die 42. Saison der Österreichischen Handballmeisterschaft begann im August 2002 und endete im Mai 2003. Der amtierende Meister der Saison 2001/02 A1 Bregenz, konnte seinen Titel nicht verteidigen. Die HSG Graz musste den Abstieg in die Handball-Bundesliga hinnehmen.

## Handball Liga Austria
In der höchsten Spielklasse, der HLA, sind zehn Teams vertreten.
Die Meisterschaft wurde in mehrere Phasen gegliedert. In der Hauptrunde spielten alle Teams eine einfache Hin- und Rückrunde gegen jeden Gegner. Danach wurde die Liga in zwei Gruppen geteilt.
Die ersten acht Teams spielten in einer weiteren Hin- und Rückrunde um den Einzug ins HLA-Finale, während die letzten zwei Teams gegen die besten vier Mannschaften der zweithöchsten Spielklasse um den Klassenerhalt kämpfen mussten.

### Grunddurchgang HLA
|     | Verein                          | R  | S  | U | N  | Tore    | Diff. | Punkte |
| --- | ------------------------------- | -- | -- | - | -- | ------- | ----- | ------ |
| 1.  | A1 Bregenz (M)                  | 18 | 13 | 3 | 2  | 529:457 | +72   | 29     |
| 2.  | Alpla HC Hard                   | 18 | 12 | 1 | 5  | 488:430 | +58   | 25     |
| 3.  | HIT medicent Innsbruck          | 18 | 10 | 2 | 6  | 499:485 | +14   | 22     |
| 4.  | HC Linz AG                      | 18 | 9  | 3 | 6  | 451:420 | +31   | 21     |
| 5.  | HC Telekom Wien WAT Margareten  | 18 | 10 | 0 | 8  | 521:480 | +41   | 20     |
| 6.  | Wolfhose West Wien              | 18 | 7  | 4 | 7  | 487:446 | +41   | 18     |
| 7.  | HSG Raiffeisen Bärnbach/Köflach | 18 | 7  | 3 | 8  | 484:505 | −21   | 17     |
| 8.  | UHC Goldmann Druck Tulln        | 18 | 5  | 4 | 9  | 473:484 | −11   | 14     |
| 9.  | UHC UNIQA Stockerau             | 18 | 4  | 1 | 13 | 461:549 | −88   | 9      |
| 10. | HSG Graz                        | 18 | 2  | 1 | 15 | 384:521 | −137  | 5      |

| Legende | Legende                    |
| ------- | -------------------------- |
|         | Meister-Playoff            |
|         | Abstiegs-Playoff           |
| (M)     | Meister der letzten Saison |

### Meister-Playoff
|    | Verein                          | R  | S  | U | N  | Tore    | Diff. | Punkte |
| -- | ------------------------------- | -- | -- | - | -- | ------- | ----- | ------ |
| 1. | Alpla HC Hard                   | 14 | 9  | 2 | 3  | 424:364 | +60   | 27:8   |
| 2. | HC Linz AG                      | 14 | 10 | 2 | 2  | 435:382 | +53   | 26:6   |
| 3. | A1 Bregenz (M)                  | 14 | 9  | 1 | 4  | 414:373 | +6    | 25:9   |
| 4. | Wolfhose West Wien              | 14 | 8  | 3 | 3  | 390:354 | +36   | 22:9   |
| 5. | HIT medicent Innsbruck          | 14 | 6  | 1 | 7  | 416:417 | −1    | 18:15  |
| 6. | HC Telekom Wien WAT Margareten  | 14 | 6  | 0 | 8  | 357:397 | −40   | 14:16  |
| 7. | UHC Goldmann Druck Tulln        | 14 | 1  | 2 | 11 | 361:426 | −65   | 5:24   |
| 8. | HSG Raiffeisen Bärnbach/Köflach | 14 | 1  | 1 | 12 | 362:446 | −84   | 3:25   |

### HLA-Finale (Best of three)
| Verein        | Tore  | Verein        |  |
| ------------- | ----- | ------------- |  |
| Alpla HC Hard | 22:20 | HC Linz AG    |  |
| HC Linz AG    | 28:17 | Alpla HC Hard |  |
| Alpla HC Hard | 29:23 | HC Linz AG    |  |

### HLA-Endstand
| Legende | Legende                         |
| ------- | ------------------------------- |
|         | EHF Champions League            |
|         | EHF-CUP                         |
|         | EHF Europapokal der Pokalsieger |
|         | EHF Challenge Cup               |
| (M)     | Meister der letzten Saison      |

### Abstiegs-Playoff
|    | Verein                    | R  | S | U | N | Tore    | Diff. | Punkte |
| -- | ------------------------- | -- | - | - | - | ------- | ----- | ------ |
| 1. | UHK Krems                 | 10 | 9 | 0 | 1 | 362:283 | +79   | 18     |
| 2. | UHC UNIQA Stockerau       | 10 | 7 | 0 | 3 | 297:303 | −6    | 14     |
| 3. | HSG Graz                  | 10 | 5 | 0 | 5 | 277:280 | −3    | 10     |
| 4. | UHC Volksbank Gänserndorf | 10 | 4 | 0 | 6 | 262:273 | −11   | 8      |
| 5. | Wohnsinn Union Leoben     | 10 | 3 | 0 | 7 | 281:301 | −20   | 6      |
| 6. | ULZ Spark. Schwaz         | 10 | 2 | 0 | 8 | 261:300 | −39   | 4      |

| Legende | Legende             |
| ------- | ------------------- |
|         | Handball-Bundesliga |